# Monopsyllus liae
Monopsyllus liae är en loppart som beskrevs av Zhang Rong-guang, Wu De-qiang et Li Bao-su 1995. Monopsyllus liae ingår i släktet Monopsyllus och familjen fågelloppor. Inga underarter finns listade i Catalogue of Life.